# Грабовський Валентин Болеславович
Валенти́н Болесла́вович Грабо́вський (* 10 липня 1937, с. Городне Краснокутського району на Харківщині — † 24 грудня 2004, Житомир) — український поет, перекладач, мистецтвознавець, журналіст, член спілки письменників СРСР, засновник та Голова громадської організації Житомирський обласний відділ Спілки поляків України.

## Життєпис
Народився Валентин Болеславович 10 липня 1937 року в селі Городне на Харківщині. Через кілька років родина переїхала у рідне село батьків майбутнього поета Вірівку Ємільчинського району Житомирської області. Дитячі і юнацькі роки минали в батьківському селі Вірівці. Спочатку це було не село, а слобода, розташована у лісі серед розмаїття мальовничої природи. Хлопчиком Валентин любив часто збирати ожину, малину, ходити по гриби, рибалити на річці. Рано втратив батька, він загинув на війні. Залишився з матір'ю, яка згодом стала головною героїнею його поезії. У Вірівці Валентин закінчує початкову школу, потім Нараївську семирічку. У 1954 році закінчує зі срібною медаллю Великояблунецьку середню школу і вступає до Житомирського педагогічного інституту на філологічний факультет, а згодом — на факультет журналістики в Києві. Проба журналістського пера розпочалась у Володарськ-Волинській районній газеті «Колгоспна праця», Черняхівській районній газеті «Нове життя», а з березня 1964 року по серпень 1986 року — в обласній газеті «Радянська Житомирщина». Майже 10 років працював заступником редактора цієї газети. Впродовж двадцяти років очолював обласне літературне об'єднання імені Бориса Тена.

## Творчість
Писати і друкуватися Валентин Грабовський у місцевій пресі почав зі шкільних років. Перша поетична збірка Валентина Болеславовича «Ключі» вийшла друком в 1966 році у видавництві «Молодь». Збірка відзначалася напруженим пошуком молодого автора власних тем і власного поетичного слова. Основним лейтмотивом поетичної збірки стали хвилюючі роздуми про високе призначення людини, про велич самопожертви заради інших, вірність землі батьків. Водночас він намагається глибоко осмислити красу і складність життя.
```
           Вітер поля дихає весною,
           Тоне сніг у синюватій млі,
           І ключами в небі наді мною
           З вирію вертають журавлі,
           Тут місця знайомі їм повсюди:
           Тут зросли й літати почали,
           Їх зраділий клич на повні груди
           Чути угорі: «курли-курли».
           Сонце їх купає у промінні,
           Я стою, дивлюсь на небо синє,
           Наче й сам збираюсь полетіть.
           «Ключі» 
```

Друга поетична збірка «Наснилася матері вишня», яка вийшла в 1968 році у видавництві «Радянський письменник», засвідчила не тільки про творче і духовне зростання, а й яскраво продемонструвала ще одну помітну грань його літературного обдарування — проникливий ліризм. Теплотою сповнені поезії збірки про найдорожчу для кожного людину — матір.
```
           Побудь ще, синку.
           Розкажи новини.
           Та я ж їх розказав ще вчора, мамо…
           І ми прощаємось. І постать рідна
           Ще довго самотіє серед брами.
           Побудь ще, синку, - навіть не благальним -
           Озвалась мама голосом гукнути:
           «Вернися, може, завтра не застанеш…»
           А їй, мабуть хотілося кричати:
           «Мій нездогадливо-жорстокий сину,
           Мені ти розказав усі новини,
           А скільки ж я тобі не встигла розказати!»
           Вона й тепер стоїть перед очима,
           Біль затаївши у надламах брів:
           На світі варто поспішати, сину,
           Та тільки не од рідних матерів.
           «Наснилась матері вишня»                                                           
```

Валентин Болеславович Грабовський видав півтора десятка книг — віршів, перекладів, мистецтвознавчих розвідок. Це поетичні збірки: «Над Тетеревом» (1973), «Грім-дерево» (1979), «Лісові цимбали» (1982), «Передчуття» (1993), «На цьому березі» (1997). В останній період творчості автор усе частіше звертається до історичних тем (поезії «Володимир», «Свідчить попіл», «Гайдамацька мати»).
Його також непокоїть проблема екології природи й екології душі. На Житомирщині він бачить не тільки чарівні картини природи, а й страшні трагічні наслідки колишньої війни, Чорнобильської катастрофи, змальовує їх у творах. Але важливі соціальні проблеми, які знаходять висвітлення у творах поета, не відтісняють на другий план ліричні почуття, не позбавляють його потреби оспівувати красу любові («Трояндові вуста», «Вишенька», «Ніч, дарована тобою» та інші).
У 1999 році побачила світ збірка Валентина Грабовського «Загадки житомирських картин», в якій письменник цікаво розповідає про живописні полотна, представлені в картинній галереї Житомира. Книга «Загадки житомирських картин» — це низка захоплюючих новел та поезій, що знайомлять читачів з історіями створення знаменитих картин, з життям їх творців.

## Переклади
Значне місце в поетичній творчості Валентина Грабовського займали переклади. У списку перекладів — Адам Міцкевич, Олександр Пушкін, Густав Олізар, Максим Танк та інші. Вони зібрані в книзі «Розмова з каменем» (2005). Гортаючи сторінки, переймаєшся відчуттям того, що спілкуєшся з живим словом справжнього поета — словом, що розкриває глибину, вищу суть людини, яка не знає етнічних меж, приналежності віку, статі. Перекладаючи, автор, вірний своєму стилю, доносить до читача дух оригіналу, прокладаючи мости — від епохи до епохи, від серця до серця. Валентин Болеславович — лауреат обласної премії Миколи Шпака та літературної премії ім. Лесі Українки (Українського фонду культури) за збірку «Передчуття» (1996).

## Смерть
Поет, публіцист, перекладач та громадський діяч Валентин Болеславович Грабовський пішов з життя 24 грудня 2004 року, залишивши після себе багату творчу спадщину і добру пам'ять колег і друзів, побратимів по перу. Він багато працював із творчою молоддю, відкривав і підтримував молоді таланти, багато часу віддавав громадській діяльності. Його вірші часто звучать зі сцен на шкільних і студентських вечорах, по радіо в літературних передачах. Самобутність його поетичного таланту, гостра сучасність творчості знайде відгук у шанувальників поезії майбутніх поколінь.

## Визнання
Житомирщина не забуває свого Поліського Орфея. 22 серпня 2006 року в Житомирі на будівлі обласної державної адміністрації (майдан імені С. П. Корольова, 12) відкрито пам'ятну дошку Валентину Грабовському. На дошці знаходиться портрет поета та надпис: «У цьому будинку в редакції газети „Радянська Житомирщина“ працював з 1974 по 1985 рік видатний український поет, перекладач, публіцист, громадський діяч Валентин Болеславович Грабовський».

## Твори письменника
- Грім-дерево: поезії / В. Б. Грабовський. — К.: Молодь, 1979. — 80 с.

- Загадки житомирських картин / В. Б. Грабовський. — Житомир: Полісся, 1999. — 108 с.

- Квітка на камені: вірші та поеми / В. Грабовський. — К.: Рад. письменник, 1988. — 175 с. : ілюстр.

- Лісові цимбали: поезії / В. Грабовський. — Рад. письменник, 1982. — 94 с.

- Над Тетеревом: поезії / В. Б. Грабовський. — К.: Молодь, 1973. — 80 с.

- Наснилась матері вишня: лірика / В. Грабовський — К.: Рад. письменник, 1968. — 38 с.

- Передчуття: [поезії] / В. Грабовський. — Баранівка: Слово Полісся, 1993. — 96 с.

- Поезії / В. Грабовський. — К.: Дніпро, 1987. — 186 с.

- Творення легенди: краєзнавчі нотатки / В. Б. Грабовський. — Вид. 2-е, випр. і допов. — Житомир: Полісся, 2008. — 192 с.

- Хорошки: книга нової та вибраної лірики / В. Грабовський. — Житомир: Полісся, 2004. –279 с.